# Tillväxtfaktorer (biokemi)
Tillväxtfaktorer är proteiner som verkar som signalämnen för celldelning och differentiering och reglerar på detta sätt utveckling och tillväxt av celler, vävnader och organ hos levande organismer. Hos flercelliga organismer kan tillväxtfaktorer verka lokalt i vävnaden eller transporteras genom blodförloppet till sina målceller. Exempel på tillväxtfaktorer är till exempel somatomediner, PDGF, NGF, VEGF och vissa cytokiner. Flera tillväxtfaktorer som VEGF och G-CSF har utvecklats till att bli läkemedel för olika sjukdomstillstånd.